# Willem Hubert Pijls
Willem Hubert Pijls (Maastricht, 28 februari 1819 - aldaar, 6 februari 1903) was een Nederlandse ondernemer, politicus en bestuurder. Hij was onder meer burgemeester van Maastricht, lid van de Eerste en Tweede Kamer, voorzitter van de Kamer van Koophandel en voorzitter van het Burgerlijk Armbestuur. Pijls domineerde bijna vijftig jaar de lokale politiek in Maastricht.

## Biografische schets
Willem Hubert Pijls werd geboren als zoon van Jan Antoon Pijls (1784-?), koopman te Maastricht, en Antoinetta Voncken (1792-1870). Zijn inschrijving in het geboorteregister vond eerst plaats op 6 juli 1820, omdat de vader op zakenreis was. Pijls, die zijn naam consequent als 'Pyls' schreef (spreek uit: Piels), studeerde aan het Collège Beauregard te Luik en het Koninklijk Atheneum in zijn geboortestad. Op 23-jarige leeftijd zette hij de zeepziederij van zijn overleden vader voort (1842). Hij vergaarde een fortuin met zijn bedrijf en met aandelen in Duitse spoorwegmaatschappijen en ging vervolgens in de plaatselijke politiek. Hij was 48 jaar lang gemeenteraadslid (1851-1899), waarvan twaalf jaar als wethouder.

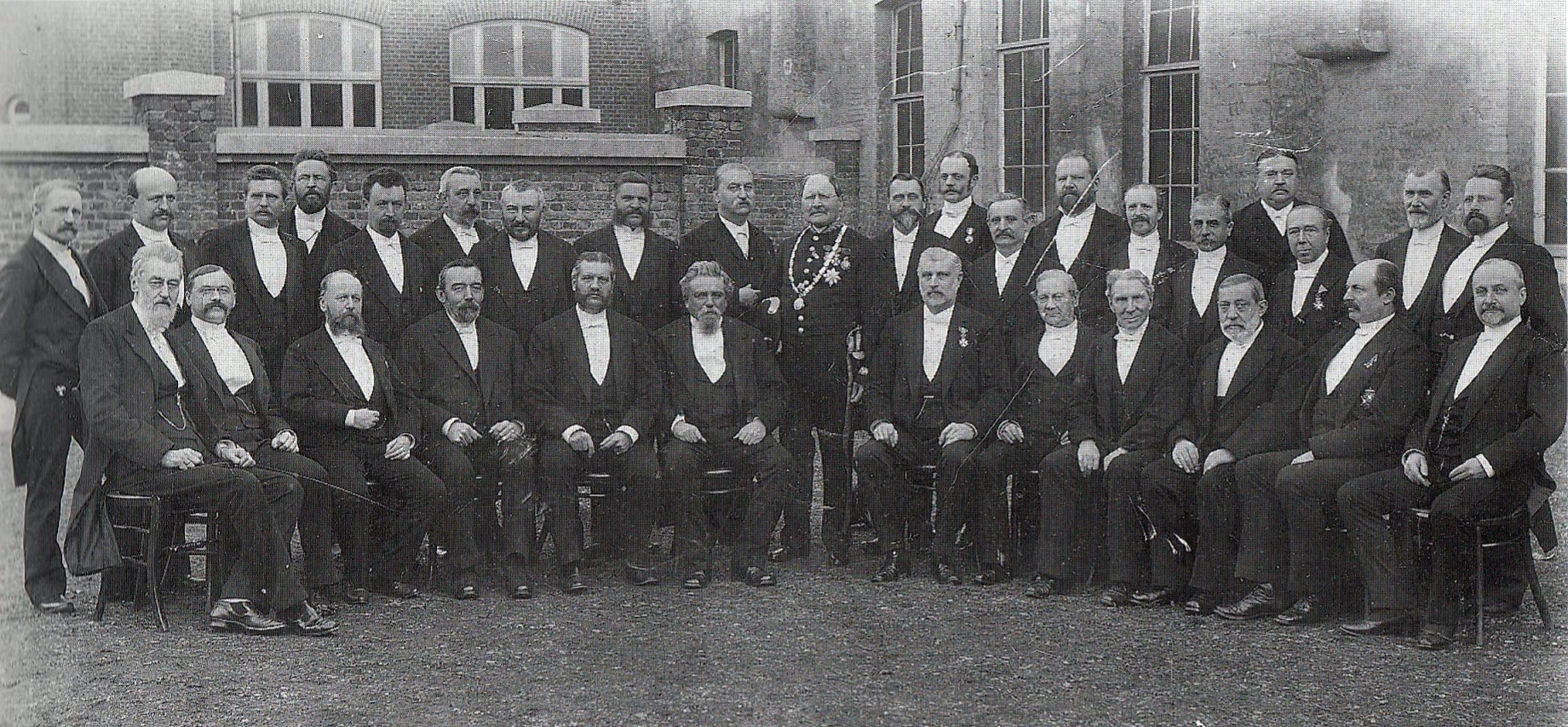
Gemeenteraadsleden en Burgerlijk Armbestuur bij Pijls' zilveren jubileum als burgemeester

Tijdens zijn wethouderschap saneerde Pijls de gemeentefinanciën door een verhoging van de accijnzen. Onder zijn bewind kwam na de opheffing van de vestingstatus (1867) omstreeks 1888 ook de eerste stadsuitleg tot stand: de aanleg van het Maastrichtse Villapark, met als intentie de rijkere Maastrichtse burgers binnen de gemeente te houden. In 1861 werd hij burgemeester van Maastricht, een functie die hij, behoudens een relatief korte onderbreking waarin hij wethouder van financiën was (1867-1873), bijna vier decennia zou uitoefen. Tijdens deze periode bekleedde hij tal van andere functies.
Daarnaast vervulde hij tal van belangrijke bestuurlijke en maatschappelijke ambten en domineerde met zijn liberaal-katholieke politiek het bestuur van Maastricht in de tweede helft van de negentiende eeuw. Dat bracht hem in conflict met de ondernemer-politicus Petrus Regout, die conservatief-katholiek was. Evenzeer een selfmade man, strookten hun politieke en zakelijke inzichten zelden. Terwijl Regout zeer koningsgezind was, geldt Pijls als een separatist, die veel voelde voor de aanhechting van Maastricht en Limburg bij België of de Duitse Bond. Het conflict zou een aantal jaren bitter worden uitgevochten in de plaatselijke pers: Le Courrier de la Meuse, Journal du Limbourg, van 1851 tot 1871 de spreekbuis van Pyls, en L'Ami du Limbourg, van 1864 tot 1877 de vertolker van Regouts inzichten.
Pijls was Ridder in de Orde van de Nederlandse Leeuw en officier in de Orde van Oranje-Nassau. Hij overleed op 83-jarige leeftijd in zijn woonplaats Maastricht.

## Huwelijk en nageslacht
Willem Hubert Pijls trad op 4 augustus 1845 in het huwelijk met Helene Adrienne Maurissen (1816-1864). Zij was de dochter van Adrianus Michael Maurissen, koopman te Wyck-Maastricht, en Anna Catharina Oda Coenegracht. Het echtpaar kreeg vier kinderen, van wie twee doodgeboren. Waarschijnlijk bereikte alleen de jongste zoon de volwassenheid. Voor zover bekend had deze geen nageslacht.
1. Jules Adrien Marie Hubert Pijls (1846-?)
2. Jan "Alfred" Marie Maximilien Pijls (1855-1940), rechter, gehuwd met 1) Maria Hubertina Berthe Alice Weustenraad (1856-1899) en 2) barones Hélène Marie Thérèse de Testa (1880-1922)[4]

## Nalatenschap
Het grafmonument van Pijls op de Algemene Begraafplaats Tongerseweg heeft de vorm van een obelisk. Het monument van rood-bruine marmer neemt door zijn vorm en afmetingen een dominante positie in op het oudste deel van de begraafplaats.
Pijls woonde in Maastricht op Vrijthof nr. 19, waarschijnlijk een oud kanunnikenhuis. Zijn zoon Alfred erfde het pand, liet het in 1903 afbreken en in 1905 vervangen door een eclectisch herenhuis ontworpen door de Luikse architect S. Rémont. Van 1949 tot 1994 was het gebouw in gebruik als kantongerecht Maastricht. Aan de achterzijde, grenzend aan de Papenstraat, bevindt zich een poortgebouw met koetshuis. Het herenhuis is een rijksmonument; het koetshuis een gemeentelijk monument.
Een door Henri Goovaerts in 1900 geschilderd portret van de aftredende burgemeester Pijls ("naar de natuur geschilderd") is onderdeel van de portrettengalerij van burgemeesters in het Stadhuis van Maastricht.
In de buurt Wittevrouwenveld in Maastricht-Oost is sinds 1947 een straat naar hem genoemd, de Burgemeester Pijlsstraat.

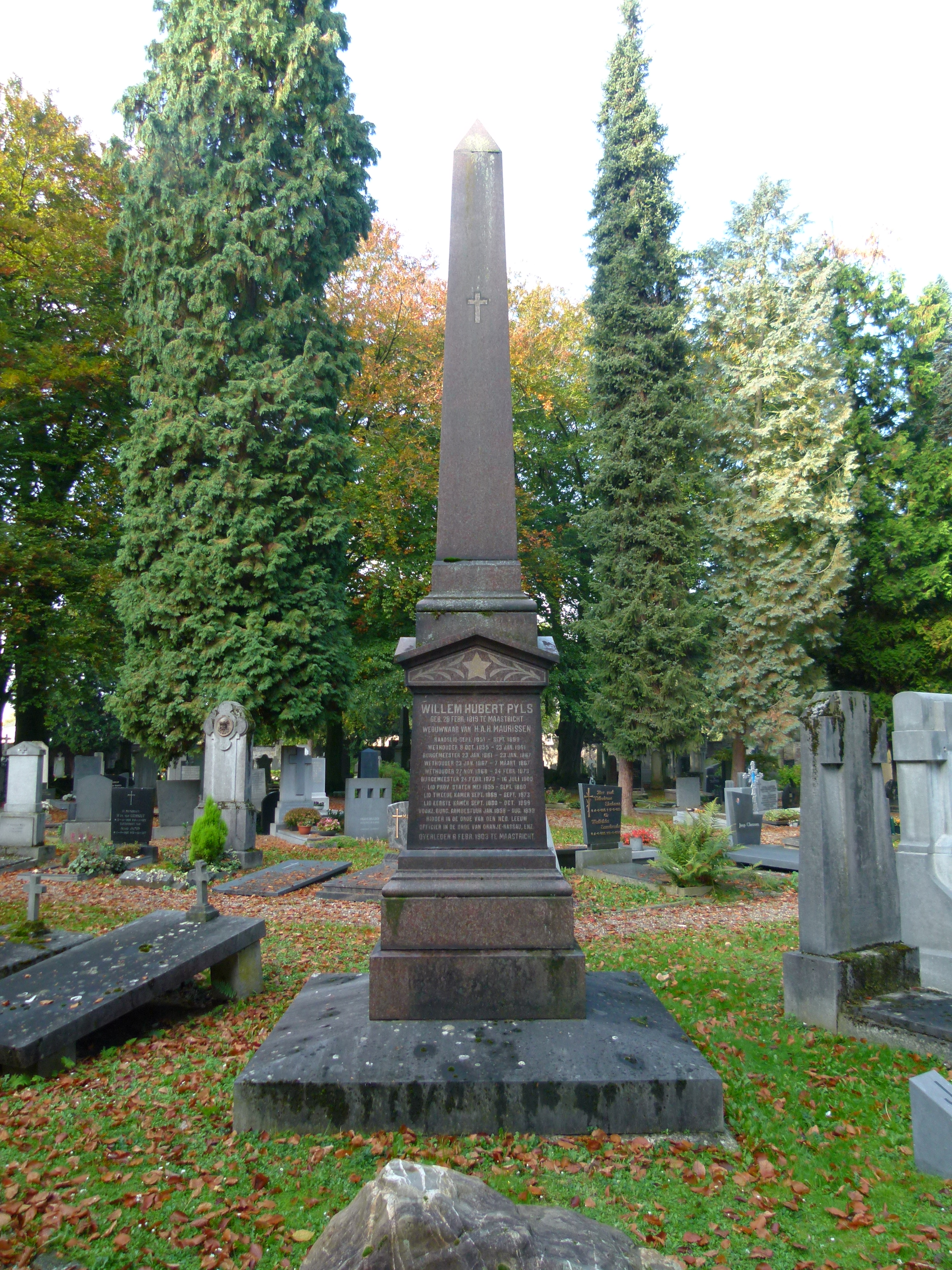
Grafmonument van Pijls
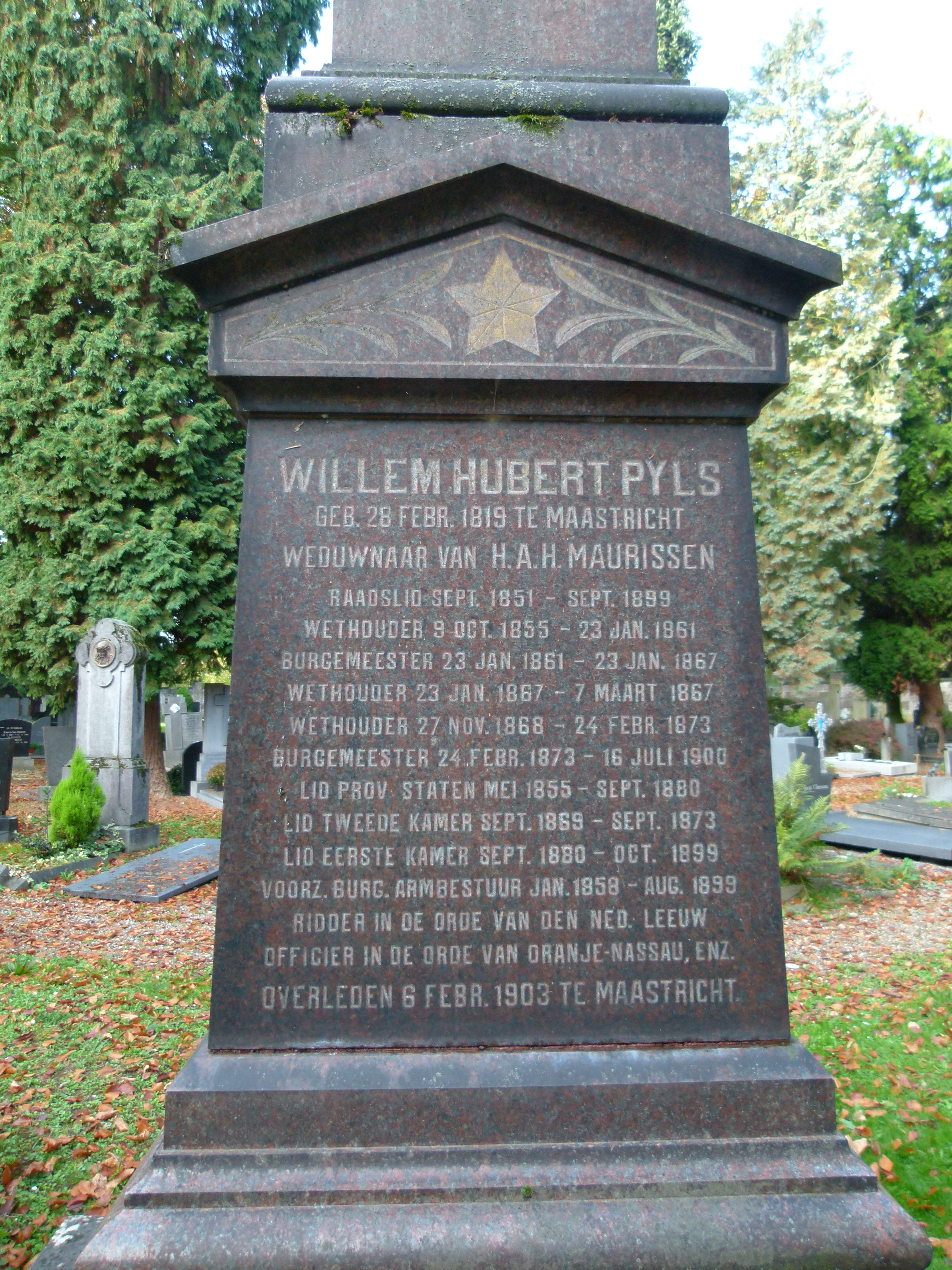
Idem, detail
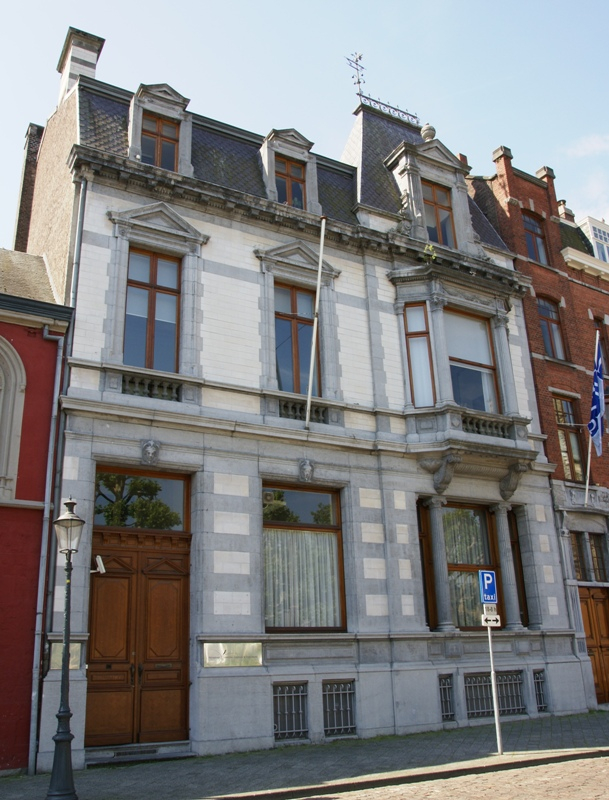
Huis Pijls, Vrijthof
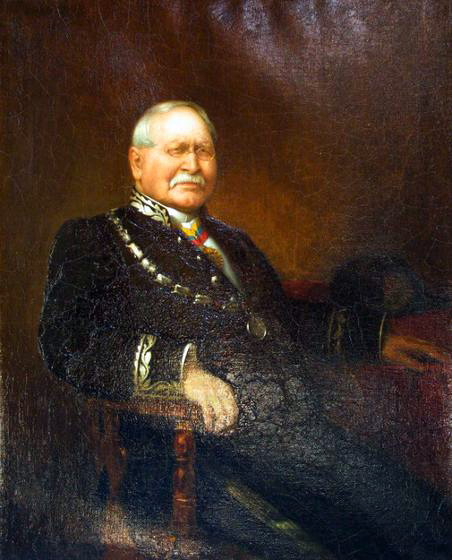
Portret Stadhuis

- Biografisch Portaal: 00947463
- Digitale Bibliotheek voor de Nederlandse Letteren: pijl009
- International Standard Name Identifier: 0000 0003 9272 9992
- Nederlandse Thesaurus van Auteursnamen: 126153558
- Parlement.com: vg09ll559h3v
- Virtual International Authority File: 286853945
- WorldCat: E39PBJwtjKFByKD9Rvhyjph4MP